# K. W. Jeter
Œuvres principales
Dr Adder
Kevin Wayne Jeter, né le 26 mars 1950 à Los Angeles, est un écrivain de science-fiction et d'horreur américain.
Il est l'auteur de l'un des premiers romans cyberpunk, Dr Adder. Avec ses amis Tim Powers et James Blaylock, il est à l'origine du courant littéraire steampunk.
Il a par ailleurs écrit une série de romans se situant dans les univers de Star Trek et de Star Wars, ainsi que trois romans qui sont des suites du film Blade Runner de Ridley Scott.

## Biographie

### Formation
K. W. Jeter étudie à l'université d'État de Californie à Fullerton où se lie d'amitié avec James P. Blaylock et Tim Powers et, à travers eux, Philip K. Dick.
Jeter a servi d'inspiration pour le personnage de Kevin dans le roman de Dick, Valis.

### Carrière
Beaucoup de livres écrit par K. W. Jeter se concentrent sur la nature subjective de la réalité.
Il est l'auteur de ce qui est considéré comme l'un des premiers vrais romans cyberpunk, Dr Adder, qui était recommandé de manière enthousiaste par Philip K. Dick. En raison de son contenu violent et sexuellement provocant, il mit environ dix ans pour trouver un éditeur pour ce livre.
Il est aussi le premier romancier à avoir utilisé le terme « steampunk », dans des travaux qu'il publia avec ses amis James Blaylock et Tim Powers. Les romans steampunk de Jeter sont Morlock Night (1976) et Infernal Devices (1987).
À côté de ses propres romans originaux, il a écrit une série de romans intitulés Blade Runner, des suites de l'histoire du film Blade Runner (1982) de Ridley Scott, qui est lui-même une adaptation du roman de Philip K. Dick, Les androïdes rêvent-ils de moutons électriques ?. Les romans de Jeter suivent la vie du personnage de Rick Deckard et tentent de résoudre les différences entre le roman de Dick et le film de Scott.

### Vie privée
K. W. Jeter a longtemps vécu à Las Vegas. Il vit aujourd'hui avec sa femme Geri à Cuenca en Équateur.

## Œuvres

### SérieGeorge Dower
1. Machines infernales, J'ai lu ((en) Infernal Devices, 1987)  (ISBN 2-290-02518-6)
2. (en) Fiendish Schemes, 2013
3. (en) Grim Expectations, 2017

### UniversLa Machine à explorer le temps
- (en) Morlock Night, 1979Suite de La Machine à explorer le temps de H. G. Wells

### SérieDr. Adder
1. Dr Adder, Denoël ((en) Dr. Adder, 1984)  (ISBN 2-207-50409-3)
2. Le Marteau de verre, Denoël ((en) The Glass Hammer, 1985)  (ISBN 2-207-30432-9)
3. Instruments de mort, Denoël ((en) Death Arms, 1989)  (ISBN 2-207-30480-9)

### SérieBlade Runner
1. Blade Runner 2, J'ai lu, 1988 ((en) The Edge of Human, 1995)  (ISBN 2-277-26005-3)
2. Blade Runner 3, J'ai lu, 2001 ((en) Replicant Night, 1996)  (ISBN 2-290-31063-8)
3. (en) Eye and Talon, 2000

### UniversStar Wars

#### SérieLa Guerre des chasseurs de primes
1. L'Armure mandalorienne, Fleuve noir, coll. « Star Wars » no 36, 2000 ((en) The Mandalorian Armor, 1998)  (ISBN 2-265-07021-1)
2. Le Vaisseau Esclave, Fleuve noir, coll. « Star Wars » no 37, 2000 ((en) Slave Ship, 1998)  (ISBN 2-265-07022-X)
3. Une encombrante cargaison, Fleuve noir, coll. « Star Wars » no 38, 2000 ((en) Hard Merchandise, 1999)  (ISBN 2-265-06932-9)

### UniversStar Trek

#### SérieDeep Space Nine
- La Saignée, Ada, 1999 ((en) Bloodletter, 1993)
- (en) Warped, 1995

### Romans indépendants
- (en) Seeklight, 1975
- (en) The Dreamfields, 1976
- Les Âmes dévorées, J'ai lu ((en) Soul Eater, 1983)  (ISBN 2-290-31405-6)
- Le Ténébreux, J'ai lu ((en) Dark Seeker, 1987)  (ISBN 2-277-22356-5)
- La Mante, Denoël ((en) Mantis, 1987)  (ISBN 2-207-60059-9)
- Terre des morts, Denoël ((en) In the Land of the Dead, 1989)  (ISBN 2-207-60008-4)
- Horizon vertical, J'ai lu ((en) Farewell Horizontal, 1989)  (ISBN 2-277-22798-6)
- Drive-in, Denoël ((en) The Night Man, 1989)  (ISBN 2-207-60014-9)
- Madlands, J'ai lu ((en) Madlands, 1991)  (ISBN 2-277-23309-9)
- La Source furieuse, J'ai lu ((en) Wolf Flow, 1992)  (ISBN 2-277-23512-1)
- Noir, J'ai lu ((en) Noir, 1998)  (ISBN 2-290-32729-8)
- (en) The Kingdom of Shadows, 2011
- (en) Death's Apprentice, 2012Écrit avec Gareth Jefferson Jones.